# Paula Trickey
Paula Trickey (Amarillo, Texas 1966) es una actriz estadounidense conocida por sus papeles en series de televisión como Pacific Blue, Beverly Hills 90210, Renegade, Sliders, One Tree Hill y The O.C., entre otras.

## Filmografía parcial
- 'Til Lies Do Us Part (2007) (TV)
- The OC (2006 - 2007) (TV)
- Past Tense (2006) (TV)
- McBride: Murder Past Midnight (2005) (TV)
- Gone But Not Forgotten (2004) (TV)
- One Tree Hill (2004)
- A Carol Christmas (2003) (TV)
- Walker, Texas Ranger (1993-2001) (TV)
- Pacific Blue (1996-2000) (TV) caracterizado como uno de los mejores programas de la tv americana.
- The Base (1999) (TV)
- A Kiss Goodnight (1994) (TV)
- Beverly Hills, 90210 (1992, 1993) (TV)
- Maniac Cop 2 (1990)